# Ƽ
Ƽ (kleingeschrieben ƽ) ist ein Buchstabe des lateinischen Schriftsystems. Er stellt eine abgewandelte Form der Ziffer Fünf dar. In Zhuang wurde der Buchstabe von 1957 bis 1986 verwendet, um den fünften, hoch steigenden Ton darzustellen, danach wurde er durch den Buchstaben Q ersetzt.

## Darstellung auf dem Computer
Unicode enthält das Ƽ an den Codepunkten U+01BC (Großbuchstabe) und U+01BD (Kleinbuchstabe).